# Helm von Ciumești
Der Helm von Ciumești wurde am 10. August 1961 in Ciumești (Schamagosch), Rumänien, vom Bauern J. Ludenherr beim Bau eines Stalls in der Flur Malomháta/Moara, Gewann Grajduri gefunden. Der Helm wird heute im Nationalmuseum für die Geschichte Rumäniens in Bukarest aufbewahrt. Die anderen Funde befinden sich in den Museen von Baia Mare und Satu Mare.

## Befund
Das Grab der Latènezeit lag in einer fast runden Grube unter einer Düne. Der Körper des Toten war in der Grabgrube verbrannt worden. Es wurden außerdem ein Kettenpanzer mit verzierten Bronzescheiben und zwei griechische eherne Beinschienen gefunden. Bei weiteren Nachforschungen tauchte noch ein eiserner Gürtel aus Kettengliedern, eine Trense und zwei Gefäße auf. Die Funde gehören in die Stufe Lt C1.

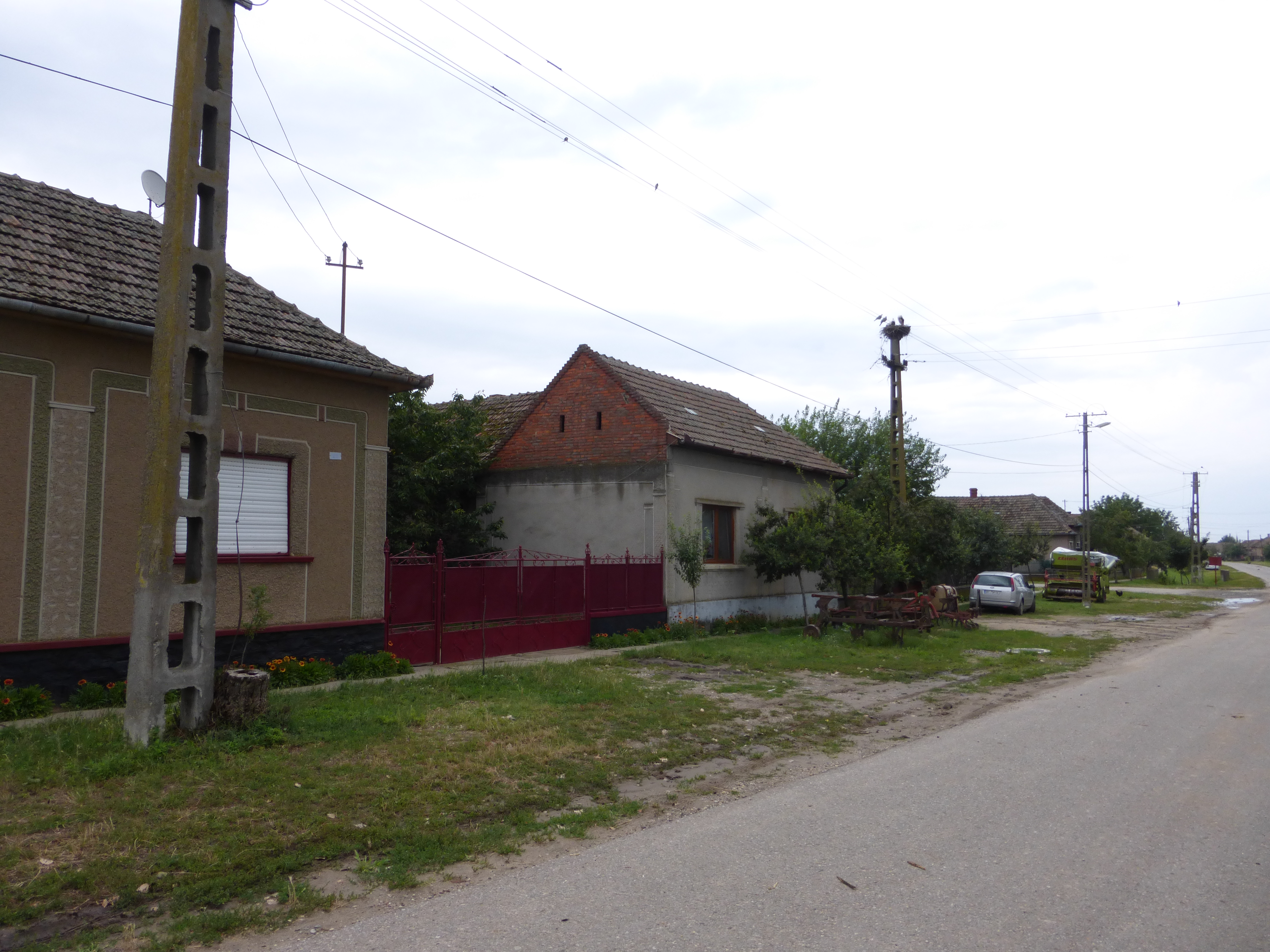
Fundort des Helms von Ciumești

## Beschreibung
Der Helm besteht aus Eisen, die Helmglocke ist halbkugelförmig gearbeitet und besteht aus einem einzelnen Bronzeblech, das zur Helmform getrieben wurde. An den Seiten sind rechts und links Wangenklappen angenietet. Auf den Wangenklappen und den Helmseiten befinden sich dicke Ziernieten aus Bronze.
Auf dem Helm befindet sich die stilisierte Figur eines Raben. Sie ist sorgfältig ausgearbeitet. Die Federn und die Flügel sowie der Schnabel und die Augen sind detailliert in Bronze getrieben. Die Augen des Vogels bestehen aus Elfenbein. Als Pupille dient eine Einlage aus rotem Email. Diese Einsätze sind mit Bitumen in den Augenhöhlen geklebt. Der Vogel hat eine Flügel-Spannweite von 230 mm und eine Länge von 330 mm. Die Beine des Vogels, seine Unterseite und der Zylinder, auf dem er sitzt sind, im Gegensatz zu den anderen Körperteilen des Vogels, nicht getrieben, sondern gegossen.